# Ґаркі
Ґаркі (пол. Garki, нім. Eisenweiler) — село в Польщі, у гміні Одолянув Островського повіту Великопольського воєводства.
Населення — 770 осіб (2011).

## Демографія
Демографічна структура станом на 31 березня 2011 року:
|          | Загалом | Допрацездатний вік | Працездатний вік | Постпрацездатний вік |
| -------- | ------- | ------------------ | ---------------- | -------------------- |
| Чоловіки | 406     | 83                 | 280              | 43                   |
| Жінки    | 364     | 74                 | 209              | 81                   |
| Разом    | 770     | 157                | 489              | 124                  |